# Grovesinia
Grovesinia is een geslacht van schimmels behorend tot de familie Sclerotiniaceae. Het typegeslacht is Grovesinia pyramidalis.

## Soorten
Volgens Index Fungorum telt het geslacht drie soorten (peildatum februari 2022):
| Soortnaam                                  | Auteur(s)                           | Publicatiejaar |
| ------------------------------------------ | ----------------------------------- | -------------- |
| Grovesinia moricola                        | (I. Hino) Redhead                   | 2014           |
| Grovesinia pruni                           | Y. Harada & Noro                    | 1988           |
| Grovesinia pyramidalis (Esdoornknolkelkje) | M.N. Cline, J.L. Crane & S.D. Cline | 1983           |